# Mudwal, Lingsugur
Mudwal là một làng thuộc tehsil Lingsugur, huyện Raichur, bang Karnataka, Ấn Độ.